# Évidemment (chanson de La Zarra)
Pour les articles homonymes, voir Évidemment.
Singles de La Zarra
Sans moi
(2022)
Chansons représentant la France au Concours Eurovision de la chanson
Fulenn
(2022) Mon amour
(2024)
Évidemment est une chanson de La Zarra représentant la France au Concours Eurovision de la chanson 2023, à Liverpool au Royaume-Uni,. Elle a été sélectionnée en interne par France Télévisions,.
Cette chanson a été dévoilée le 19 février 2023 dans l'émission 20 h 30 le dimanche sur France 2.

## Contexte et version
Le 13 janvier 2023, France Télévisions a officiellement annoncé que le diffuseur avait sélectionné en interne La Zarra pour représenter la France au Concours Eurovision de la chanson 2023, la chanson étant officiellement sortie le 19 février 2023. Selon La Zarra, la chanson qu'elle avait créée a été faite spécialement pour le Concours Eurovision de la chanson.
Le 16 février 2023, La Zarra a officiellement annoncé que le titre de sa chanson pour le Concours Eurovision de la chanson 2023 était Évidemment.

## Concours Eurovision de la chanson
Selon les règles de l'Eurovision, toutes les nations à l'exception du pays hôte et des Big Five (la France, l'Allemagne, l'Italie, l'Espagne et le Royaume-Uni) doivent se qualifier à l'une des deux demi-finales pour pouvoir participer au final ; les dix premiers pays de chaque demi-finale accèdent à la finale. En tant que membre du « Big Five », la France s'est automatiquement qualifiée pour disputer la finale le 13 mai 2023.
En plus de sa participation à la finale, la France devait également diffuser et voter dans l'une des deux demi-finales. Cela a été décidé via un tirage au sort organisé lors du tirage au sort de la demi-finale le 31 janvier 2023, lorsqu'il a été annoncé que la France voterait lors de la première demi-finale.
La chanson se classe 16e du concours, avec 104 points.

## Classements

### Classements hebdomadaires
| Classements (2023)                 | Meilleure position |
| ---------------------------------- | ------------------ |
| Allemagne (GfK Entertainment)      | 26                 |
| Finlande (Suomen virallinen lista) | 23                 |
| France (SNEP)                      | 82                 |
| Grèce (IFPI)                       | 97                 |
| Islande (Plötutíðindi)             | 13                 |
| Irlande (IRMA)                     | 95                 |
| Lituanie (AGATA)                   | 7                  |
| Pays-Bas (Single Tip)              | 14                 |
| Portugal (AFP)                     | 194                |
| Suède (Sverigetopplistan)          | 84                 |
| Suisse (Schweizer Hitparade)       | 79                 |
| Royaume-Uni (UK Singles Chart)     | 94                 |